# Pendong
Pendong (ou Pedôn, Pedong, Peudong, Beudong, Boeudung) est un village du Cameroun situé dans le département du Ndé et la Région de l'Ouest. Il fait partie de l'arrondissement de Bangangté.

## Population
En 1966, le village comptait 149 habitants. Lors du recensement de 2005, on y a dénombré 268 personnes.